# Varazes de Sofena Menor
Varazes (em armênio: Վարազ; romaniz.: Varaz) foi um nobre armênio (nacarar) do século IV, ativo sob o rei Tigranes VII (r. 339–350), que supostamente descendia da dinastia orôntida.

## Nome
Varazes é a forma latina do armênio Varaz (Վարազ), que derivou do persa médio e parta Varaz (Warāz), que por sua vez derivou do avéstico Varaza (Warāza, "javali selvagem"). Foi registrado em grego como Barazes (Βαράζης, Barázēs), Uarazes (Ουαράζης, Ouarázēs) e Guraz (Γουραζ, Gouraz).

## Vida
Varazes pertencia à linhagem principesca de Sofena Menor, um dos cantões (gavares) da província de Sofena, no Reino da Armênia, que Cyril Toumanoff propôs ter se originado na extinta dinastia orôntida. No início do reinado de Tigranes VII (r. 339–350), foi um dos nobres convocados à corte e recebeu a missão de levar Hesíquio I, o Parta para ser consagrado católico em Cesareia Mázaca. A Vida de São Narses menciona-o, sob o nome Varazes Xauni (Šahuni), como um dos acompanhantes de Narses em sua consagração em Cesareia, mas isso provavelmente é uma erro cronológico. Nina Garsoïan sugeriu que foi sucedido na posição de senhor de Sofena Menor por Noé.